# Colombia en los Juegos Paralímpicos de Toronto 1976
Colombia estuvo representada en los Juegos Paralímpicos de Toronto 1976 por once deportistas, ocho hombres y tres mujeres. El equipo paralímpico colombiano no obtuvo ninguna medalla en estos Juegos.